# Talent show
Talent show je događaj u kojemu sudionici pokazuju vlastite talente kao što su pjevanje, plesanje, akrobatika, gluma, borilačke vještine, sviranje glazbala itd. kako bi pokazali svoje vještine. Mnogi talent showi su puki nastupi, a ne natjecanja. U slučaju natjecanja, sudionici mogu biti motivirani kako bi nastupali za nagradu, trofej ili bilo koji drugi oblik nagrađivanja.
Krajem 20. i početkom 21. st. talent showi postali su značajan žanr  reality televizije, kao što su American Idol, Supertalent, X Factor Adria i The Voice koji su zaslužni za stvaranje zvijezda s tržišno uspješnim karijerama iz amatera.